# Saint-Antoine-sur-l'Isle
 Saint-Antoine-sur-l'Isle  es una población y comuna francesa, situada en la región de Aquitania, departamento de Gironda, en el distrito de Libourne y cantón de Coutras.

## Demografía
| 430 | 437 | 405 | 387 | 396 | 435 |
| Para los censos de 1962 a 1999 la población legal corresponde a la población sin duplicidades (Fuente: INSEE [Consultar]) |     |     |     |     |     |